# Edward C. Tolman
Edward Chace Tolman (14 de abril de 1886 – 19 de novembro de 1959) foi um psicólogo norte-americano e professor de psicologia na Universidade da Califórnia em Berkeley. Por meio de suas teorias e trabalhos, fundou um ramo da psicologia conhecido como comportamentalismo propositivo. Tolman também promoveu o conceito de aprendizagem latente, cunhado originalmente por Blodgett (1929). Uma pesquisa da Review of General Psychology, publicada em 2002, classificou Tolman como o 45.º psicólogo mais citado do século XX.
Tolman foi uma das figuras centrais na defesa da liberdade acadêmica durante a Era McCarthy, no início dos anos 1950. Em reconhecimento por suas contribuições tanto ao desenvolvimento da psicologia quanto à liberdade acadêmica, o prédio de Educação e Psicologia no campus de Berkeley, o "Tolman Hall", foi nomeado em sua homenagem.

## Primeiros anos
Nasceu em West Newton, Massachusetts, irmão do físico Richard Chace Tolman, do Caltech. Edward C. Tolman estudou no Massachusetts Institute of Technology, onde recebeu o título de bacharel em eletroquímica em 1911. Seu pai era presidente de uma empresa de manufatura e sua mãe era uma devota quacre. Embora tenha frequentado o MIT por pressão familiar, após ler Principles of Psychology, de William James, decidiu abandonar a física, a química e a matemática para se dedicar à filosofia e à psicologia.
Tolman sempre reconheceu a influência dos psicólogos da psicologia da Gestalt, especialmente Kurt Lewin e Kurt Koffka. Em 1912, foi para Giessen, na Alemanha, estudar para seu doutorado, onde teve contato inicial com a psicologia da Gestalt. Mais tarde, transferiu-se para Harvard, onde trabalhou no laboratório de Hugo Munsterberg e obteve seu doutorado em 1915.

## Carreira
Tolman é mais conhecido por seus estudos sobre aprendizagem em ratos usando labirintos. Publicou diversos artigos experimentais, sendo provavelmente o mais influente aquele escrito com Ritchie e Kalish em 1946. Suas principais contribuições teóricas estão no livro Purposive Behavior in Animals and Men (1932) e em uma série de artigos na Psychological Review, como "The determinants of behavior at a choice point" (1938), "Cognitive maps in rats and men" (1948) e "Principles of performance" (1955).

### Comportamentalismo propositivo
Parte das primeiras pesquisas de Tolman envolveu o desenvolvimento do que hoje se conhece como genética do comportamento. Ele realizou cruzamentos seletivos entre ratos com diferentes capacidades de aprender labirintos. Este foi o primeiro experimento a investigar a base genética da aprendizagem por labirinto. Em 1938, Tolman apresentou seu modelo teórico no artigo "The Determiners of Behavior at a Choice Point". Segundo ele, três tipos de variáveis influenciam o comportamento: independentes (controladas pelo experimentador), intervenientes (como apetite ou habilidades motoras) e dependentes (como velocidade ou número de erros).
Embora adotasse uma metodologia comportamentalista, Tolman não era um behaviorista radical como B. F. Skinner. Ele buscava demonstrar que os animais aprendem informações sobre o ambiente que podem utilizar de forma flexível. Baseando-se na psicologia da Gestalt, argumentava que os animais podiam aprender conexões entre estímulos, sem precisar de reforços diretos — um processo que denominou aprendizagem latente. Sua teoria contrastava com o modelo mecanicista "S-R" (estímulo-resposta) defendido por Clark L. Hull.
O famoso experimento de Tolman com Ritchie e Kalish em 1946 demonstrou que ratos eram capazes de formar mapas mentais de labirintos sem reforço direto. Após colocarem comida em determinado ponto, os ratos conseguiam chegar rapidamente ao local, sugerindo que haviam aprendido a estrutura do espaço. Ainda que Hull tenha proposto explicações alternativas, esse debate deu origem a novas abordagens que mais tarde fundamentariam a psicologia cognitiva.
Em seu artigo de 1948, "Cognitive Maps in Rats and Men", Tolman introduziu o conceito de mapa cognitivo, aplicado amplamente em várias áreas da psicologia. Ele diferenciou aprendizagem por resposta (movimento aprendido) de aprendizagem por lugar (reconhecimento de posição). Descobriu que os ratos no grupo de aprendizagem por lugar encontravam a rota correta em até oito tentativas, enquanto muitos do grupo por resposta não aprenderam nem após 72 tentativas.
A partir do final do século XX, as pesquisas sobre cognição animal voltaram a ganhar força, influenciadas por experimentos da psicologia cognitiva.

### Outras contribuições
Além da aprendizagem, Tolman escreveu sobre a relação entre psicologia, sociologia e fisiologia. Em artigos como "A theoretical analysis of the relations between sociology and psychology" e "Physiology, Psychology, and Sociology", abordou a interdependência entre essas disciplinas.
Tolman também desenvolveu uma teoria de dois níveis sobre o instinto, distinguindo entre ajustes determinantes (motivações) e atos subordinados (ações para atingir um objetivo). Essa teoria visava explicar comportamentos instintivos e deliberados, incluindo o conceito de "pensamento de ações" (thinking-of-acts), no qual estímulos mais fortes (prepotentes) substituem ajustes originais frente a novas decisões.
Em 1948, publicou um obituário sobre Kurt Lewin, elogiando sua obra e comparando-o a Sigmund Freud.

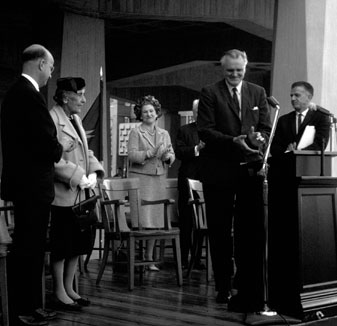
Cerimônia de dedicação do Tolman Hall, 1963

### Northwestern e Berkeley
Tolman iniciou sua carreira acadêmica como instrutor na Universidade Northwestern de 1915 a 1918. No entanto, a maior parte de sua trajetória ocorreu na Universidade da Califórnia em Berkeley, onde lecionou de 1918 até 1954.
Na década de 1950, recusou-se a assinar o juramento de lealdade exigido pelo governo da Califórnia, por considerar que ele feria a liberdade acadêmica. Liderou a resistência e processou os regentes da universidade. O caso Tolman v. Underhill resultou em uma decisão da Suprema Corte da Califórnia que anulou o juramento e reintegrou os professores afastados.
Em 1963, o prédio de Psicologia e Educação no campus de Berkeley foi nomeado "Tolman Hall" em sua homenagem. O edifício foi demolido em 2019 por questões de segurança sísmica.

## Premiações e honrarias
Tolman recebeu diversos prêmios e distinções ao longo da carreira. Foi presidente da Associação Americana de Psicologia (APA) em 1937 e presidente da Sociedade para o Estudo Psicológico de Questões Sociais de Lewin, em 1940. Era membro da Society of Experimental Psychologists, da Academia Nacional de Ciências dos Estados Unidos e da Sociedade Filosófica Americana. Em 1957, recebeu da APA um prêmio por suas contribuições distintas. Foi eleito membro da Academia Americana de Artes e Ciências em 1949.

## Vida pessoal
Tolman era casado com Kathleen Drew Tolman. O casal teve três filhos: Deborah, Mary e Edward James. O cantor, compositor e produtor musical Russ Tolman é seu neto.
Como mencionado anteriormente, o pai de Tolman desejava que ele assumisse os negócios da família. No entanto, Edward preferiu seguir a carreira acadêmica e foi apoiado por seus familiares nessa decisão.

## Leituras adicionais
- Skinner, BF (1950). «Are theories of learning necessary?». Psychological Review. 57 (4): 193–216. PMID 15440996. doi:10.1037/h0054367
- Tolman, EC (1932). Purposive behavior in animals and men. New York: Century
- Tolman, EC (1938). «The determinants of behavior at a choice point». Psychological Review. 45: 1–41. doi:10.1037/h0062733
- Tolman, EC (1942). Drives towards war. New York: Appleton-Century-Crofts
- Tolman, EC (1948). «Cognitive maps in rats and men». Psychological Review. 55 (4): 189–208. PMID 18870876. doi:10.1037/h0061626
- Tolman, EC (1951). Behavior and psychological man: essays in motivation and learning. Berkeley: University of California Press